# Nanjing Greenland Financial Center
Nanjing Greenland Financial Center é um arranha-céu com 450 metros de altura, sendo o oitavo maior edifício do mundo e o terceiro maior da China, estando perdendo para o Shanghai World Financial Center e o Shanghai Tower, foi concluído em abril de 2010 com 89 andares, possuindo espaço de varejo e escritórios na parte inferior.
Ele tem uma plataforma de observação aos 278 metros de altura proporcionando uma vista panorâmica sem qualquer obstáculo de parte da província de Nanjing e suas montanhas.
Marshall Strabala e Adrian Smith, que também participou do projeto do Burj Khalifa, venceram a competição para o projeto do arranha-céu, sendo o projeto assumido por Gordon Gill.

## Referencias
- "Nanjing Greenland Financial Center". Skidmore, Owings and Merrill. 9 de Janeiro de 2009. Retirado em 14 de Janeiro de 2009.
- "Monolith Maker". Arabian Business. 9 de Janeiro de 2009. Retirado em 14 de Janeiro de 2009.
- "Nanjing Greenland Financial Center". Adrian Smith + Gordon Gill Architecture. Retirado em 31 de Janeiro de 2009.
- "Nanjing Greenland Financial Center". Emporis. Retirado em 31 de Janeiro de 2009.